# Historie česká
Historie česká (latinsky Historia Bohemica) je dílo humanistického filosofa Enea Silvia Piccolominiho, který později vládl katolické církvi jako papež Pius II. Kniha byla v době svého vzniku a pak po dlouhou dobu vůbec nejúspěšnějším dílem o starých českých dějinách.

## Pozadí
Piccolominimu nebylo české prostředí neznámé. České země navštívil v roce 1451 jako císařský vyslanec a zavítal mimo jiné také do Tábora. Dílo pak sepsal poměrně v krátkém období, od června do srpna roku 1458, kdy si v lázních ve Viterbu léčil dnu. Není jisté, jaké prameny Silvius používal, odhaduje se, že využíval Vídeňské archivy i Kosmovu kroniku Českou. Informace o nedávné době pak získával od svých přátel a korespondentů.

## Obsah
Historie česká popisuje české dějiny od samotného vzniku až po autorovu současnost, tedy po vládu Jiřího z Poděbrad. Nejvíce prostoru však Piccolomini věnuje husitskému hnutí, které z perspektivy církevního hodnostáře komentuje kriticky.

## Po vydání
Tiskem vyšlo dílo poprvé v roce 1475 a stalo se oblíbeným. Obliba díla pak přetrvala až do 17. století, kdy vznikla jiná díla zabývající se historií Českých zemí. V době pobělohorských reformací se kniha paradoxně dostává na tzv. Index librorum prohibitorum, tedy do seznamu zakázaných knih. Stalo se tak z důvodů, že podrobně informuje o husitském hnutí. 
Do češtiny byla Historie česká poprvé přeložena již v roce 1487 knězem Janem Húskou, avšak jeho překlad byl laický a neobratný, proto vzniknul již roku 1510 nový překlad od Mikuláše Konáče z Hodiškova. Konáč, který byl utrakvistického vyznání, však v překladu vymazal všechny negativa o husitech a knize dodal nový význam. Doslovný překlad tak vytvořil až Daniel Adam z Veleslavína v druhé polovině 16. století.